# Agrilus amelanchieri
Agrilus amelanchieri är en skalbaggsart som beskrevs av Knull 1944. Agrilus amelanchieri ingår i släktet Agrilus och familjen praktbaggar. Inga underarter finns listade i Catalogue of Life.